# Комарівська сільська рада (Корсунь-Шевченківський район)
Комарі́вська сільська́ ра́да — адміністративно-територіальна одиниця та орган місцевого самоврядування в Корсунь-Шевченківському районі Черкаської області. Адміністративний центр — село Комарівка.

## Загальні відомості
- Населення ради: 662 особи (станом на 2001 рік)

## Населені пункти
Сільській раді підпорядковані населені пункти:
- с. Комарівка
- с. Хильки

## Склад ради
Рада складається з 12 депутатів та голови.
- Голова ради: Скорик Валентин Михайлович
- Секретар ради: Шатковська Алла Юхимівна

### Керівний склад попередніх скликань
| Прізвище, ім'я, по батькові | Основні відомості                                                                       | Дата обрання | Дата звільнення |
| --------------------------- | --------------------------------------------------------------------------------------- | ------------ | --------------- |
| Скорик Валентин Михайлович  | Сільський голова, 1960 року народження, освіта вища, член Соціалістичної партії України | 26.03.2006   | 31.10.2010      |
| Скорик Валентин Михайлович  | Сільський голова, 1960 року народження, освіта вища, безпартійний                       | 31.10.2010   |                 |

Примітка: таблиця складена за даними сайту Верховної Ради України

### Депутати
За результатами місцевих виборів 2010 року депутатами ради стали:

#### За суб'єктами висування
| Суб'єкт висування | Кількість обраних депутатів | %    |
| ----------------- | --------------------------- | ---- |
| Самовисування     | 7                           | 58,3 |
| Партія регіонів   | 5                           | 41,7 |

#### За округами
| № округу        | Прізвище, ім'я, по батькові    | Дата визнання обраним | Освіта  | Партійна приналежність | Відомості про обраного депутата                    |
| --------------- | ------------------------------ | --------------------- | ------- | ---------------------- | -------------------------------------------------- |
| Партія регіонів |                                |                       |         |                        |                                                    |
| 2               | Прийма Тетяна Дмитрівна        | 04.11.2010            | вища    | член Партії регіонів   | ТОВ «Панда», лаборант                              |
| 3               | Коваленко Людмила Павлівна     | 04.11.2010            | вища    | член Партії регіонів   | Комарівський СБК, завідувачка                      |
| 6               | Бурорічна Оксана Володимирівна | 04.11.2010            | вища    | член Партії регіонів   | Комарівська с/рада, землевпорядник                 |
| 8               | Скорик Зінаїда Іванівна        | 04.11.2010            | вища    | член Партії регіонів   | Комарівська бібліотека, бібліотекар                |
| 12              | Шактовська Алла Юхимівна       | 04.11.2010            | середня | член Партії регіонів   | Комарівська с/рада, секретар                       |
| Самовисування   |                                |                       |         |                        |                                                    |
| 1               | Кодола Віктор Анатолійович     | 04.11.2010            | середня | член Народної партії   | тимчасово не працює                                |
| 4               | Кодола Людмила Іванівна        | 04.11.2010            | вища    | член Партії регіонів   | фельдшерсько-акушерський пункт с. Хильки, фельдшер |
| 5               | Камінський Микола Іванович     | 04.11.2010            | вища    | позапартійний          | Комарівський НВК, вчитель                          |
| 7               | Цвіцінська Тетяна Олексіївна   | 04.11.2010            | середня | позапартійна           | тимчасово не працює                                |
| 9               | Драбинко Діна Іванівна         | 04.11.2010            | середня | позапартійна           | тимчасово не працює                                |
| 10              | Ільницька Ірина Іванівна       | 04.11.2010            | вища    | член Партії регіонів   | тимчасово не працює                                |
| 11              | Туз Валентина Сергіївна        | 04.11.2010            | середня | член Партії регіонів   | Комарівський відділ зв'язку, листоноша             |